# Chiara Cainero
Chiara Cainero (Tavagnacco, 24 marzo 1978) è una tiratrice a volo italiana, specializzata nello skeet, campionessa olimpica a Pechino 2008 e vicecampionessa a Rio de Janeiro 2016. Riveste il grado di appuntato scelto aiutante e gareggia per l'Arma dei Carabinieri. 

## Biografia
Agente del Corpo Forestale dello Stato, fa parte del gruppo sportivo del Corpo.
Il 14 agosto 2008 ha vinto, prima italiana nella storia del tiro a volo, la medaglia d'oro ai Giochi della XXIX Olimpiade di Pechino dopo lo spareggio a tre con la statunitense Kim Rhode (medaglia d'argento) e la tedesca Christine Brinker (medaglia di bronzo). Otto anni più tardi si è aggiudicata la medaglia d'argento olimpica a Rio de Janeiro 2016 alle spalle della connazionale Diana Bacosi.
Ha partecipato a 5 edizioni dei Giochi olimpici estivi: ad Atene 2004, a Pechino 2008, a Londra 2012, a Rio 2016 e a Tokyo 2020.

## Vita privata
Ha due figli.

## Palmarès
| Anno | Manifestazione | Sede             | Evento          | Risultato | Prestazione | Note            |
| ---- | -------------- | ---------------- | --------------- | --------- | ----------- | --------------- |
| 2001 | Mondiali       | Il Cairo         | Skeet a squadre | Bronzo    |             |                 |
| 2003 | Mondiali       | Nicosia          | Skeet a squadre | Bronzo    |             |                 |
| 2004 | Europei        | Nicosia          | Skeet a squadre | Argento   |             |                 |
| 2005 | Mondiali       | Lonato del Garda | Skeet a squadre | Oro       |             |                 |
| 2005 | Europei        | Belgrado         | Skeet a squadre | Oro       |             |                 |
| 2006 | Mondiali       | Zagabria         | Skeet           | Argento   | 94 pt       | [ 2 ]           |
| 2006 | Mondiali       | Zagabria         | Skeet a squadre | Bronzo    |             |                 |
| 2006 | Europei        | Maribor          | Skeet           | Oro       | 95 pt       | [ 2 ]           |
| 2006 | Europei        | Maribor          | Skeet a squadre | Argento   |             |                 |
| 2007 | Mondiali       | Nicosia          | Skeet           | Bronzo    | 96 pt       | [ 2 ]           |
| 2007 | Mondiali       | Nicosia          | Skeet a squadre | Bronzo    |             |                 |
| 2007 | Europei        | Granada          | Skeet           | Oro       | 95 pt       | [ 2 ] [ 3 ]     |
| 2007 | Europei        | Granada          | Skeet a squadre | Oro       |             |                 |
| 2008 | Olimpiadi      | Pechino          | Skeet           | Oro       | 93 pt       | Record olimpico |
| 2009 | Mondiali       | Maribor          | Skeet a squadre | Argento   |             |                 |
| 2009 | Europei        | Osijek           | Skeet a squadre | Argento   |             |                 |
| 2013 | Europei        | Suhl             | Skeet           | Oro       | 72 pt       |                 |
| 2013 | Europei        | Suhl             | Skeet a squadre | Oro       |             |                 |
| 2015 | Giochi europei | Baku             | Skeet           | Bronzo    | 16 pt       |                 |
| 2016 | Olimpiadi      | Rio de Janeiro   | Skeet           | Argento   |             |                 |
| 2018 | Europei        | Leobersdorf      | Skeet a squadre | Bronzo    |             |                 |

## Manifestazioni internazionali
2001
- nelle ISSF World Cup Final ( Doha), skeet - 94 pt

2006
- nelle ISSF World Cup Final ( Granada), skeet - 96 pt

2007
- nelle ISSF World Cup Final ( Belgrado), skeet - 97 pt

Vanta inoltre due primi, un secondo e quattro terzi posti in gare di Coppa del mondo.